# Consonne roulée alvéolaire voisée
 (novembre 2020).
Si vous disposez d'ouvrages ou d'articles de référence ou si vous connaissez des sites web de qualité traitant du thème abordé ici, merci de compléter l'article en donnant les références utiles à sa vérifiabilité et en les liant à la section « Notes et références ».
La consonne roulée alvéolaire voisée (souvent appelée « r roulé ») est un son consonantique très fréquent dans les langues parlées. Son symbole dans l'alphabet phonétique international est [r]. Ce symbole représente un « r » minuscule.

## Caractéristiques
Les caractéristiques de la consonne roulée alvéolaire voisée sont :
- son mode d'articulation est roulé, ce qui signifie qu’elle est produite par la vibration de l'organe d'articulation ;
- son point d'articulation est alvéolaire, ce qui signifie qu'elle est articulée avec soit la pointe (apical) soit la lame (laminal) de la langue contre la crête alvéolaire ;
- sa phonation est voisée, ce qui signifie que les cordes vocales vibrent lors de l’articulation ;
- c'est une consonne orale, ce qui signifie que l'air ne s’échappe que par la bouche ;
- c'est une consonne centrale, ce qui signifie qu’elle est produite en laissant l'air passer au-dessus du milieu de la langue, plutôt que par les côtés ;
- son mécanisme de courant d'air est égressif pulmonaire, ce qui signifie qu'elle est articulée en poussant l'air par les poumons et à travers le chenal vocatoire, plutôt que par la glotte ou la bouche.

## En français
Le français standard moderne n'utilise pas ce son. Cependant, il était utilisé en ancien français et en moyen français, et par une partie de la population française jusqu'après la Seconde Guerre mondiale.
Ce n'est qu'à la fin du XVIIe siècle que le [ʁ], non roulé uvulaire voisé, est devenu standard (pour l'élite parisienne d'abord).
Ces allophones sont encore utilisés dans certains endroits, comme en Belgique, en Bourgogne, en Polynésie, dans le Midi, au Québec et en Afrique. Le caractère rural de son emploi lui a donné un aspect impopulaire auprès des jeunes générations, et l'amène aujourd'hui à disparaître partout en France et au Québec.

## Autres langues
Ce son se retrouve dans de nombreuses autres langues :
- en arabe, berbère et leurs différents dialectes ;
- d'autres langues latines (le latin, l'occitan, le portugais, le catalan, l'espagnol, l'italien, etc.) ;
- langues slaves (le russe, l'ukrainien, le biélorusse, le polonais, etc.) et langues baltes (le letton, le lituanien) ;
- langues germaniques (le haut allemand, le néerlandais, l'anglais écossais, l'islandais, le norvégien, le suédois, etc.) ;
- le thaï.

On retrouve aussi un [r] sourd ([r̥]) en gallois, écrit « rh », et probablement en grec moderne, comme allophone du [ɾ].
En tchèque, ‹ ř › représente la consonne roulée alvéolaire voisée rehaussée [r̝]. Elle est prononcée de la même manière que la consonne roulée alvéolaire mais la langue est rehaussée. Elle peut aussi être dévoisée selon les consonnes qui l’entourent. Une prononciation approchante est celle d'une consonne fictive composée « rj » qui se prononcerait [ʁʒ].